# Jibbs
Jibbs, de son vrai nom Jovan Campbell, né le 13 novembre 1990 à Saint-Louis dans le Missouri, est un rappeur américain. Jibbs s'est engagé à ne dire aucune injure tant qu'il sera sur son label, ce qui est peu fréquent[réf. nécessaire].

## Biographie
Jibbs est né le 13 novembre 1990 à Saint-Louis dans le Missouri. Il se lance très jeune dans le rap dans le but d'impressionner son frère aîné DJ Beatz qui, à cette période, gagne en notoriété grâce à sa collaboration avec le rappeur Nelly. Beatz, impressionné par le talent de son petit frère, l'invite en studio afin d'enregistrer des chansons qui tourneront localement puis en dehors de Saint-Louis. À presque 16 ans, Jibbs signe par la suite au label Geffen Records et publie son premier album Jibbs feat. Jibbs le 24 octobre 2006. Son single Chain Hang Low devient la chanson rap la plus téléchargée en août 2006. Il est téléchargé plus d'un million de fois en sonnerie de portable. L'album, quant à lui, atteint la 11e place du Billboard 200.
En 2007, il tourne un clip pour son nouveau single Smile. La même année, il participe à la tournée Price of Fame avec Bow Wow et Lloyd. En 2009, il annonce la sortie d'une mixtape intitulée Round One ; le projet contiendra la chanson $1000. 
En juin 2012, il prévoit son retour avec un album gratuit intitulé Back 2 The AmericanDream.

## Discographie
- 2006 : Jibbs feat. Jibbs